# .info
.info é um domínio de internet de topo genérico para sites informativos. O nome de domínio .info é um domínio de Internet genérico (gTLD), no Domain Name System (DNS) da Internet, o nome é derivado de informação indicando que o domínio destina-se a ser informativo, embora os requisitos do registro não exigem que seja um site de um informação.
O domínio de topo .info foi uma resposta ao anúncio da ICANN altamente divulgado. No final de 2000, virou um entre os sete maiores domínios. O evento foi a primeira adição de gTLDs importantes desde que o Domain Name System foi desenvolvido na década de 1980. Os sete novos gTLDs selecionadas em mais de 180 propostas, foram feitos em parte, para tomar a pressão fora do domínio .com[carece de fontes?].
O domínio .info tem sido o mais bem sucedido dos sete novos nomes de domínio, com mais de 5,2 milhões de nomes de domínio no registro a partir de abril de 2008. Além disso, mais de 1,6 milhões de sites .info estão em uso ativo com conteúdo exclusivo[carece de fontes?]. Após os ataques do 11 de setembro nos Estados Unidos, a Metropolitan Transportation Authority de Nova York mudou o URL do site para um mais fácil de lembrar, mta.info para levar aos usuários as últimas informações sobre horários e alterações de rotas em serviços na área de transportes. ICANN e Afilias também selou um acordo para nomes de países a serem reservados pela ICANN nos termos da resolução 01,92.
Info é um domínio irrestrito, o que significa que qualquer pessoa pode obter um domínio de segundo nível em .info para qualquer finalidade, semelhante à domínios como .com, .net e .org. Isto está em contraste com TLDs, como .edu e .coop. Info é o único domínio de nível superior que foi expressamente criado e fretado para uso irrestrito. Info representa informação em cerca de 37 línguas e é um nome neutro.
Afilias, o operador de registro de ambos os domínios .info e .aero de nível superior, tem sido agressivo em seu marketing de domínio, com incentivos significativos e registrar eventos de divulgação.

## História
O domínio .info tem sido explorado por Afilias desde a sua criação. Em 2003, foi o primeiro domínio de Internet genérico a suportar padrões IETF baseado em nomes de domínio internacionalizados. As inscrições são processadas através de registradores credenciados.
O lançamento do .info envolveu um "Sunrise period" para os proprietários da marca, seguido por um "landrush" aberto a todos, a primeira vez que tal processo já havia sido conduzido para um novo domínio de Internet genérico. Este processo recebeu críticas por ter marcas precedêntes sobre as palavras que são genéricas em outros contextos, por exemplo, a empresa de equipamentos de construção Caterpillar foi capaz de registrar cat.info antes de utilizadores genéricos, como entusiastas de felinos, foram autorizados a registrar.
Embora um grande número de inscrições fraudulentas foram feitas inicialmente por registrantes que não possuem realmente uma marca válida, um procedimento de impugnação posterior eliminou a maioria destes.
Em uma jogada polêmica, antes do lançamento, os nomes dos países foram reservados no registo, a pedido do ICANN, para a consternação das pessoas que pagaram taxas de pré-registro para tentar registrar esses nomes no landrush. O Comité Consultivo Governamental do ICANN, composto por representantes de países de todo o mundo, aplaudiram o movimento, o primeiro de qualquer domínio importante para proteger os interesses nacionais alegados de nações soberanas.